# Campionat escandinau de trial
El Campionat escandinau de trial, també conegut com a Campionat nòrdic de trial, és una competició de trial a l'aire lliure reservada a pilots federats en algun dels quatre estats escandinaus. Hi participen, doncs, pilots de Dinamarca, Noruega, Suècia i Finlàndia.
L'edició del 2010 es disputà del 13 al 15 d'agost a Noruega i la del 2024, del 31 d'agost a l'u de setembre a Finlàndia.

## Llista de guanyadors
A 1 de gener de 2025
| Temporada                | Campió               | Motocicleta |
| ------------------------ | -------------------- | ----------- |
| 1966                     | Lars Sellman         | Husqvarna   |
| 1967                     | Roland Björk         | Bultaco     |
| 1968                     | Pertti Luhtasuo      | Bultaco     |
| 1969                     | Tuomo Välisalo       | Bultaco     |
| 1970                     | Pertti Luhtasuo      | Bultaco     |
| 1971                     | Benny Sellman        | Montesa     |
| 1972                     | Ulf Karlson          | Montesa     |
| 1973                     | Bo Nilsson           | OSSA        |
| 1974                     | Hans Bengtsson       | OSSA        |
| 1975                     | Yrjö Vesterinen      | Bultaco     |
| 1976                     | Yrjö Vesterinen      | Bultaco     |
| 1977                     | Yrjö Vesterinen      | Bultaco     |
| 1978                     | Yrjö Vesterinen      | Bultaco     |
| 1979                     | Yrjö Vesterinen      | Bultaco     |
| 1980                     | Yrjö Vesterinen      | Bultaco     |
| 1981                     | Yrjö Vesterinen      | Bultaco     |
| 1982                     | Ulf Karlson          | Montesa     |
| 1983                     | Ulf Karlson          | Montesa     |
| 1984                     | Jonny Andersson      | Yamaha      |
| 1985                     | Martin Karlsson      | Beta        |
| 1986                     | Mika Oksanen         | Yamaha      |
| 1987                     | Urban Lindholm       | Yamaha      |
| 1988                     | Tommi Ahvala         | Aprilia     |
| 1989                     | Peter Jahn           | Beta        |
| 1990                     | Peter Jahn           | Beta        |
| 1991                     | Peter Jahn           | Beta        |
| 1992                     | Peter Jahn           | Gas Gas     |
| 1993                     | Joachim Hindren      | Gas Gas     |
| 1994                     | Joachim Hindren      | Gas Gas     |
| 1995                     | Tommi Ahvala         | Fantic      |
| 1996                     | Jussi Haapanen       | Beta        |
| 1997                     | Joachim Hindren      | Gas Gas     |
| 1998                     | Joachim Hindren      | Gas Gas     |
| 1999 - 2000: No disputat |                      |             |
| 2001                     | Anders Nilsson       | Gas Gas     |
| 2002                     | Tommy Börjesson      | Gas Gas     |
| 2003                     | Jonas Riedel         | Gas Gas     |
| 2004                     | Joachim Hindren      | Scorpa      |
| 2005                     | Joachim Hindren      | Scorpa      |
| 2006                     | Henri Himmanen       | Sherco      |
| 2007                     | Anders Nilsson       | Montesa     |
| 2008                     | Emil Gyllenhammar    | Gas Gas     |
| 2009                     | Emil Gyllenhammar    | Gas Gas     |
| 2010                     | Emil Gyllenhammar    | Gas Gas     |
| 2011                     | Mardon Moi           | Beta        |
| 2012                     | Ib Andersen          | Gas Gas     |
| 2013                     | Eddie Karlsson       | JTG         |
| 2014                     | Eddie Karlsson       | Montesa     |
| 2015                     | Eddie Karlsson       | Montesa     |
| 2016                     | Eddie Karlsson       | Montesa     |
| 2017                     | Eddie Karlsson       | Montesa     |
| 2018                     | Håkon Pedersen       | Gas Gas     |
| 2019                     | Sondre Haga          | TRRS        |
| 2020-2021: No disputat   |                      |             |
| 2022                     | J.M. Vold Gunvaldsen | TRRS        |
| 2023                     | J.M. Vold Gunvaldsen | TRRS        |
| 2024                     | J.M. Vold Gunvaldsen | TRRS        |

## Estadístiques

### Campions amb més de 3 títols
A 1 de gener de 2025
| Pilot           | Títols |
| --------------- | ------ |
| Yrjö Vesterinen | 7      |
| Joachim Hindren | 6      |
| Eddie Karlsson  | 5      |
| Peter Jahn      | 4      |